# Turquía en los Juegos Olímpicos de Cortina d'Ampezzo 1956
Turquía estuvo representada en los Juegos Olímpicos de Cortina d'Ampezzo 1956 por cuatro deportistas masculinos que compitieron en esquí alpino.
El equipo olímpico turco no obtuvo ninguna medalla en estos Juegos.